# Les Pins
Les Pins est une commune du Sud-Ouest de la France, située dans le département de la Charente (région Nouvelle-Aquitaine).
Ses habitants sont les Pinusiens et les Pinusiennes.

## Géographie

### Localisation et accès
Les Pins est une commune située dans la vallée de la Bonnieure, à 4,5 km à l'ouest de Chasseneuil, dans le canton de Saint-Claud et 26 km au nord-est d'Angoulême.
La commune est située entre la forêt de Quatre Vaux au sud, qui est dans la commune, et celles de Bel-Air et de Chasseneuil au nord.
Le bourg est aussi à 10 km au sud-ouest de Saint-Claud, 9 km au nord de La Rochefoucauld et 18 km à l'est de Mansle.
Le village est sur le flanc sud de la vallée, et à l'écart des grandes routes. La D 45, route de Chasseneuil à Coulgens passe au sud, et la D 27, route de Chasseneuil à Mansle passe au nord, à Saint-Mary. La D 36 de Cellefrouin à Taponnat dessert le bourg.
La gare la plus proche est celle de Chasseneuil, desservie par des TER à destination d'Angoulême et de Limoges. L'aéroport d'Angoulême est à 17 km.

### Hameaux et lieux-dits
La commune comporte de nombreux hameaux :
- Quatre Vaux
- Vaure (manoir)
- le Soudet
- Chez Mouchet, etc.

### Communes limitrophes
| Val-de-Bonnieure | Saint-Mary |             |
| La Rochette      | des Pins   | Chasseneuil |
| Agris            | Rivières   | Taponnat    |

### Géologie et relief
Le terrain est calcaire et date du Jurassique (Callovien, et Oxfordien à l'ouest). La commune est sur le karst de La Rochefoucauld, mais les hauteurs sont recouvertes d'altérite et d'argile à silex provenant du Massif central tout proche (10 km à l'est) et déposé pendant l'ère tertiaire,,,. Ce terrain est recouvert en grande partie par la forêt de Quatre Vaux.
Le relief de la commune est celui d'un plateau d'une altitude moyenne de 125 m, coupé au nord par la vallée de la Bonnieure. Le point culminant de la commune est à une altitude de 137 m, situé dans la forêt de Quatre Vaux. Le point le plus bas est à 72 m, situé le long de la Bonnieure en limite ouest. Le bourg est à environ 120 m d'altitude et surplombe la vallée de la Bonnieure d'une trentaine de mètres.

### Hydrographie

#### Réseau hydrographique

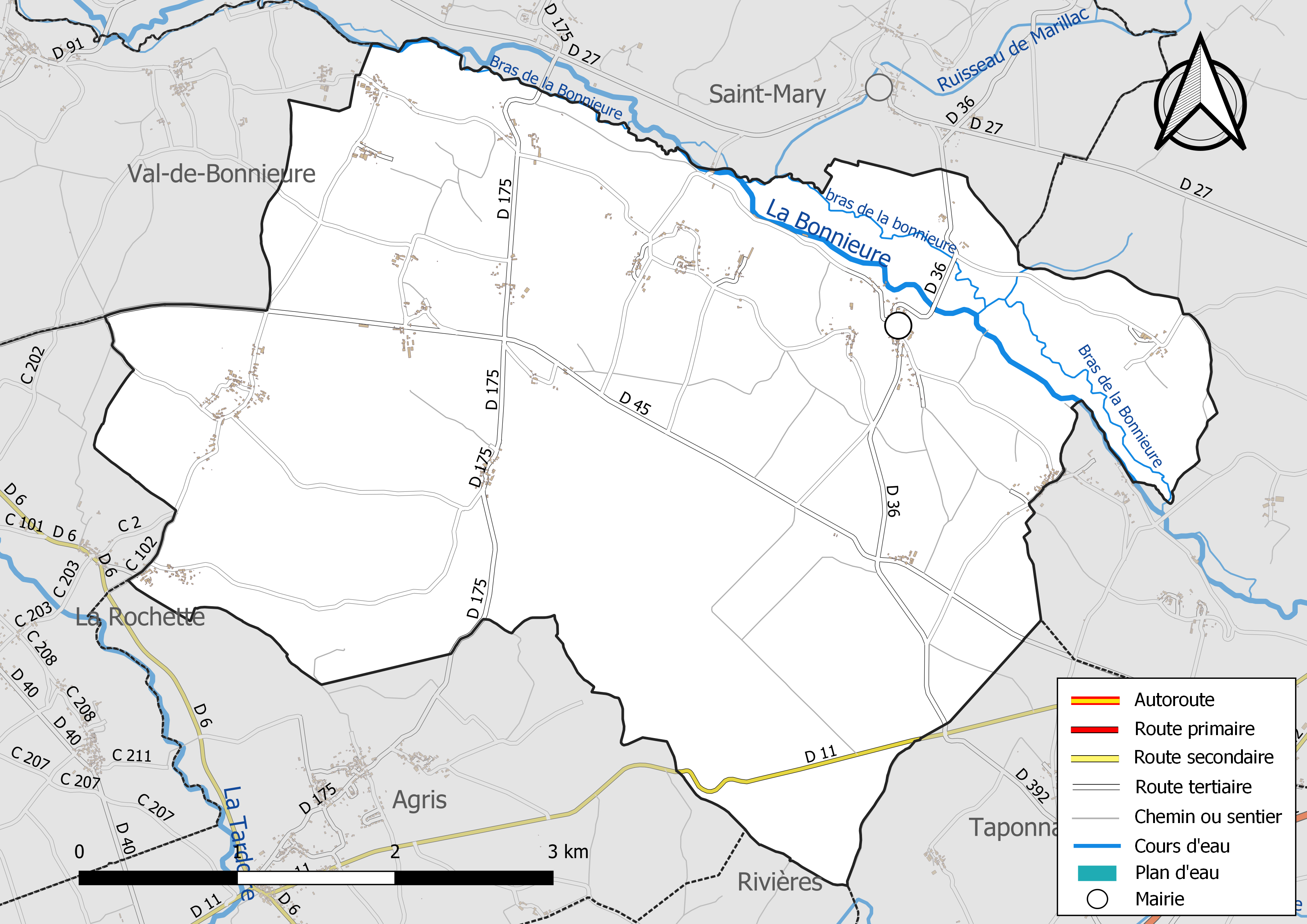
Réseaux hydrographique et routier des Pins.

La commune est située dans le bassin versant de la Charente au sein du Bassin Adour-Garonne. Elle est drainée par la Bonnieure, la Bonnieure et par un petit cours d'eau, qui constituent un réseau hydrographique de 9 km de longueur totale,.
La Bonnieure forme la limite nord de la commune. Le bourg est situé sur le flanc sud de sa vallée. De par la nature karstique du sol, la commune n'est traversée par aucun autre cours d'eau.

#### Gestion des eaux
Le territoire communal est couvert par le schéma d'aménagement et de gestion des eaux (SAGE) « Charente ». Ce document de planification, dont le territoire correspond au bassin de la Charente, d'une superficie de 9 300 km2, a été approuvé le 19 novembre 2019. La structure porteuse de l'élaboration et de la mise en œuvre est l'établissement public territorial de bassin Charente. Il définit sur son territoire les objectifs généraux d’utilisation, de mise en valeur et de protection quantitative et qualitative des ressources en eau superficielle et souterraine, en respect des objectifs de qualité définis dans le troisième SDAGE  du Bassin Adour-Garonne qui couvre la période 2022-2027, approuvé le 10 mars 2022.

### Climat
Comme dans les trois quarts sud et ouest du département, le climat est océanique aquitain.

## Urbanisme

### Typologie
Au 1er janvier 2024, Les Pins est catégorisée commune rurale à habitat très dispersé, selon la nouvelle grille communale de densité à 7 niveaux définie par l'Insee en 2022.
Elle est située hors unité urbaine et hors attraction des villes,.

### Occupation des sols
L'occupation des sols de la commune, telle qu'elle ressort de la base de données européenne d’occupation biophysique des sols Corine Land Cover (CLC), est marquée par l'importance des territoires agricoles (64,8 % en 2018), une proportion identique à celle de 1990 (64,8 %). La répartition détaillée en 2018 est la suivante : 
zones agricoles hétérogènes (45,9 %), forêts (34 %), terres arables (10,5 %), prairies (8,3 %), zones urbanisées (1,2 %). L'évolution de l’occupation des sols de la commune et de ses infrastructures peut être observée sur les différentes représentations cartographiques du territoire : la carte de Cassini (XVIIIe siècle), la carte d'état-major (1820-1866) et les cartes ou photos aériennes de l'IGN pour la période actuelle (1950 à aujourd'hui).

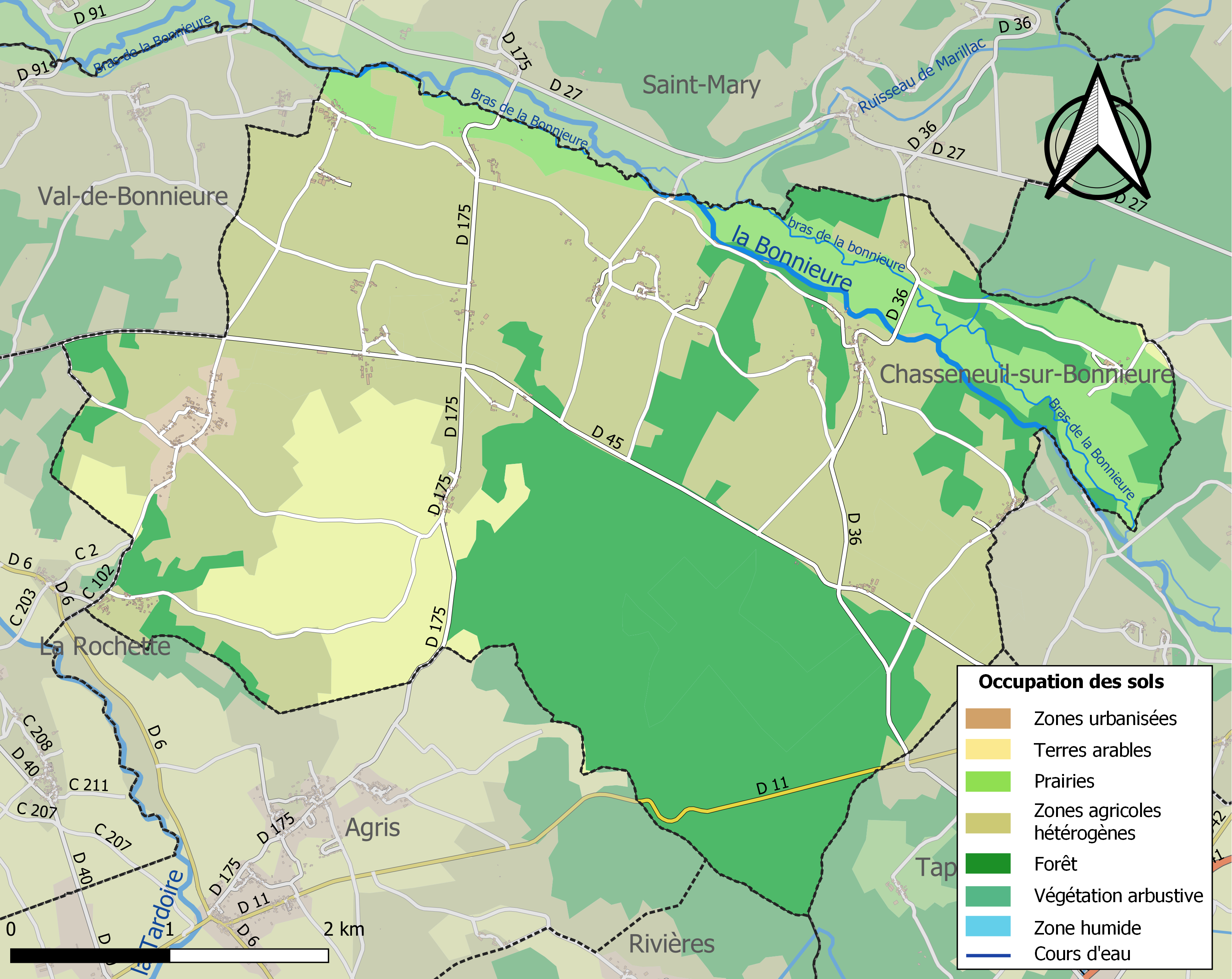
Carte des infrastructures et de l'occupation des sols de la commune en 2018 (CLC).

### Risques majeurs
Le territoire de la commune des Pins est vulnérable à différents aléas naturels : météorologiques (tempête, orage, neige, grand froid, canicule ou sécheresse) et séisme (sismicité modérée). Un site publié par le BRGM permet d'évaluer simplement et rapidement les risques d'un bien localisé soit par son adresse soit par le numéro de sa parcelle.

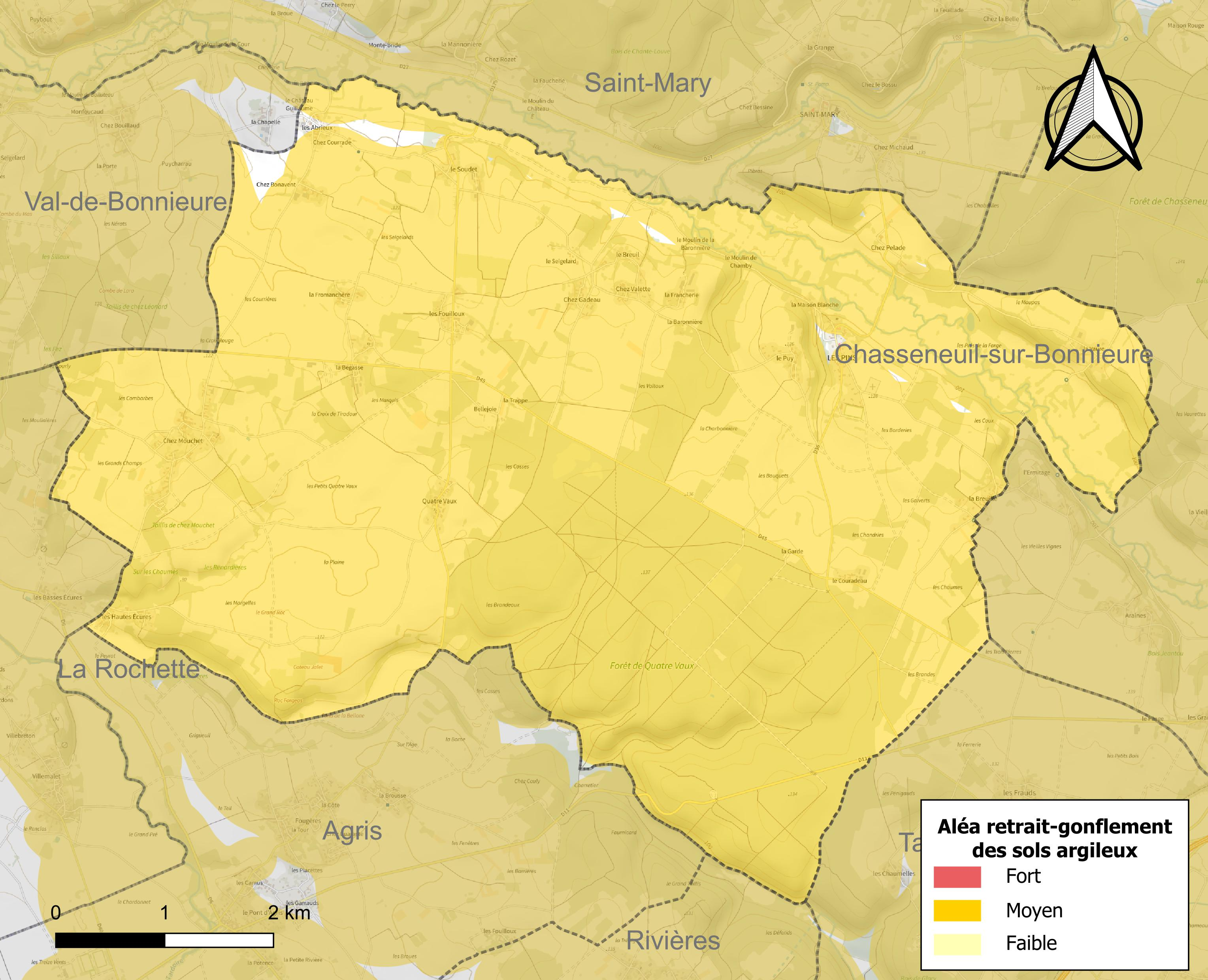
Carte des zones d'aléa retrait-gonflement des sols argileux des Pins.

Le retrait-gonflement des sols argileux est susceptible d'engendrer des dommages importants aux bâtiments en cas d’alternance de périodes de sécheresse et de pluie. 99,1 % de la superficie communale est en aléa moyen ou fort (67,4 % au niveau départemental et 48,5 % au niveau national). Sur les 278 bâtiments dénombrés sur la commune en 2019,  267 sont en aléa moyen ou fort, soit 96 %, à comparer aux 81 % au niveau départemental et 54 % au niveau national. Une cartographie de l'exposition du territoire national au retrait gonflement des sols argileux est disponible sur le site du BRGM,.
Par ailleurs, afin de mieux appréhender le risque d’affaissement de terrain, l'inventaire national des cavités souterraines permet de localiser celles situées sur la commune.
La commune a été reconnue en état de catastrophe naturelle au titre des dommages causés par les inondations et coulées de boue survenues en 1982, 1983 et 1999. Concernant les mouvements de terrains, la commune a été reconnue en état de catastrophe naturelle au titre des dommages causés par des mouvements de terrain en 1999.

## Toponymie
Une forme ancienne latinisée est de Pinibus en 1319.
L'origine du nom des Pins remonte au latin pinus, pin en français. La forêt de Quatre Vaux a encore de hautes futaies de pins.

### Dialecte
La commune est dans la partie occitane de la Charente qui en occupe le tiers oriental, et le dialecte est marchois,. 
Elle se nomme Los Pins en occitan.

## Histoire
La voie d'Agrippa, ancienne voie romaine de Saintes à Lyon par Limoges, traversait la commune d'est en ouest. C'est l'actuelle route départementale 45.
Le château datant du XVe siècle était autrefois le siège d'une seigneurie.
Le village de La Vaure était le siège d'une paroisse différente, qui dépendait du prieuré de Saint-Florent de La Rochefoucauld. De son église Sainte-Agathe déjà en ruine au milieu du XVIIe siècle, il ne reste que quelques pans de murs dans un pré, situés près d'une source jadis fontaine de dévotion. Des traditions locales disent que cette église était un monument remarquable,.
Au début du XXe siècle, en dehors de l'élevage et de la culture des céréales, la commune produisait des pommes de terre, des haricots, des châtaignes et des noix. La Bonnieure alimentait trois moulins en activité.

## Politique et administration

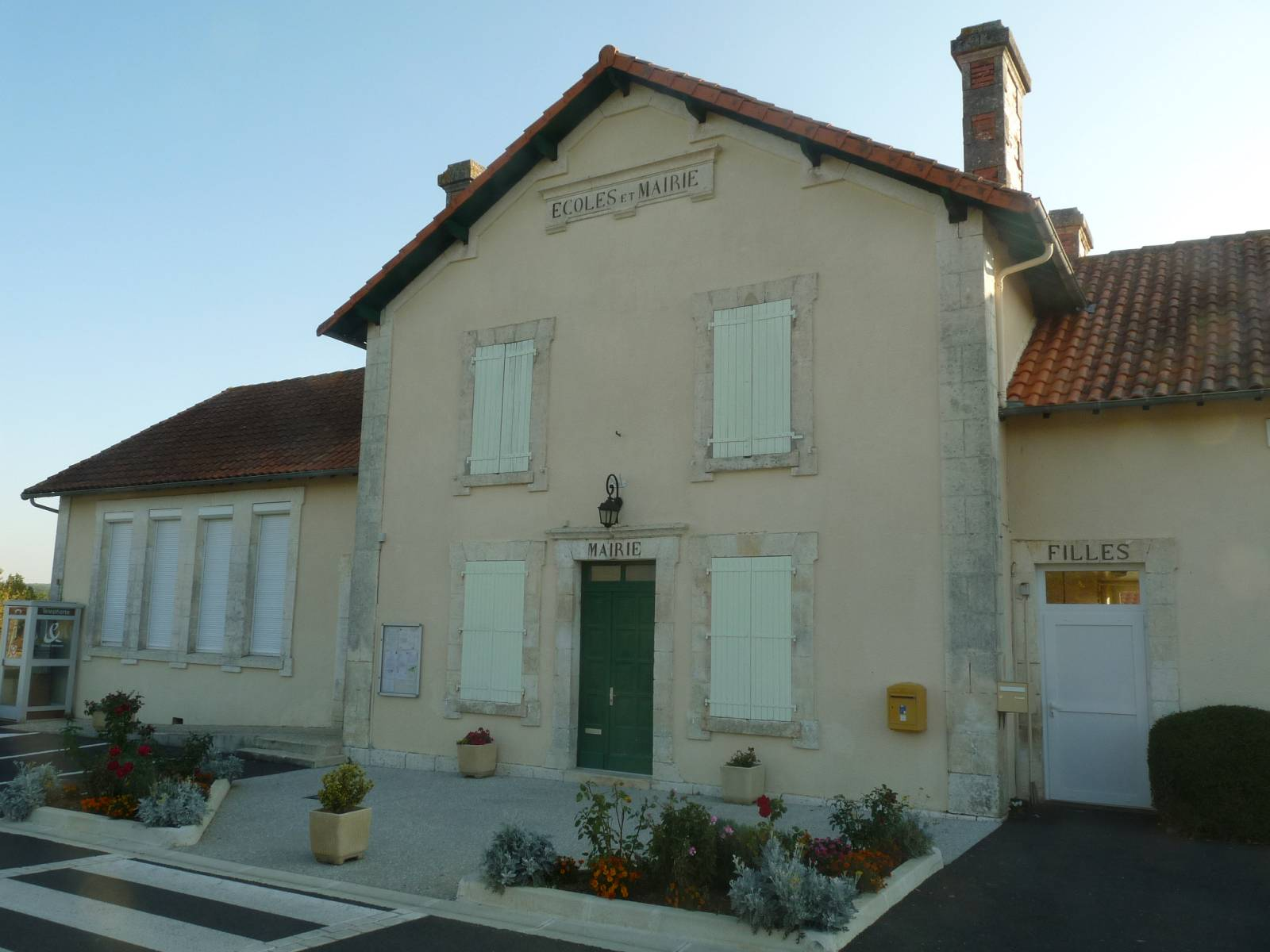
La mairie.

| Période                                  | Période  | Identité            | Étiquette | Qualité                    |
| ---------------------------------------- | -------- | ------------------- | --------- | -------------------------- |
| Les données manquantes sont à compléter. |          |                     |           |                            |
| 2001                                     | 2014     | Jean-Pierre Barraud | SE        | Agriculteur retraité       |
| 2014                                     | 2020     | Didier Pressac      | SE        | Retraité Fonction publique |
| 2020                                     | En cours | Didier Sellier      |           |                            |

## Démographie

### Évolution démographique
L'évolution du nombre d'habitants est connue à travers les recensements de la population effectués dans la commune depuis 1793. Pour les communes de moins de 10 000 habitants, une enquête de recensement portant sur toute la population est réalisée tous les cinq ans, les populations de référence des années intermédiaires étant quant à elles estimées par interpolation ou extrapolation. Pour la commune, le premier recensement exhaustif entrant dans le cadre du nouveau dispositif a été réalisé en 2006.

En 2022, la commune comptait 501 habitants, en évolution de +7,97 % par rapport à 2016 (Charente : −0,48 %, France hors Mayotte : +2,11 %).
| 1793 | 1800 | 1806 | 1821  | 1831  | 1841  | 1846  | 1851  | 1856  |
| ---- | ---- | ---- | ----- | ----- | ----- | ----- | ----- | ----- |
| 750  | 736  | 585  | 1 150 | 1 115 | 1 120 | 1 169 | 1 165 | 1 136 |

| 1861 | 1866 | 1872 | 1876 | 1881 | 1886 | 1891 | 1896 | 1901 |
| ---- | ---- | ---- | ---- | ---- | ---- | ---- | ---- | ---- |
| 955  | 936  | 871  | 917  | 964  | 911  | 828  | 813  | 857  |

| 1906 | 1911 | 1921 | 1926 | 1931 | 1936 | 1946 | 1954 | 1962 |
| ---- | ---- | ---- | ---- | ---- | ---- | ---- | ---- | ---- |
| 834  | 829  | 687  | 648  | 626  | 587  | 576  | 502  | 464  |

| 1968 | 1975 | 1982 | 1990 | 1999 | 2006 | 2011 | 2016 | 2021 |
| ---- | ---- | ---- | ---- | ---- | ---- | ---- | ---- | ---- |
| 403  | 413  | 411  | 359  | 400  | 420  | 446  | 464  | 490  |

| 2022 | - | - | - | - | - | - | - | - |
| ---- | - | - | - | - | - | - | - | - |
| 501  | - | - | - | - | - | - | - | - |

### Pyramide des âges
La population de la commune est relativement âgée.
En 2018, le taux de personnes d'un âge inférieur à 30 ans s'élève à 26,8 %, soit en dessous de la moyenne départementale (30,2 %). À l'inverse, le taux de personnes d'âge supérieur à 60 ans est de 29,4 % la même année, alors qu'il est de 32,3 % au niveau départemental.
En 2018, la commune comptait 238 hommes pour 231 femmes, soit un taux de 50,75 % d'hommes, largement supérieur au taux départemental (48,41 %).
Les pyramides des âges de la commune et du département s'établissent comme suit.
| Hommes | Classe d’âge | Femmes |
| ------ | ------------ | ------ |
| 1,7    | 90 ou +      | 3,1    |
| 7,8    | 75-89 ans    | 12,4   |
| 16,4   | 60-74 ans    | 17,7   |
| 26,5   | 45-59 ans    | 23,7   |
| 20,8   | 30-44 ans    | 16,4   |
| 11,8   | 15-29 ans    | 10,8   |
| 15,0   | 0-14 ans     | 15,9   |

| Hommes | Classe d’âge | Femmes |
| ------ | ------------ | ------ |
| 1      | 90 ou +      | 2,7    |
| 9,2    | 75-89 ans    | 12     |
| 20,6   | 60-74 ans    | 21,3   |
| 20,7   | 45-59 ans    | 20,3   |
| 16,8   | 30-44 ans    | 16     |
| 15,6   | 15-29 ans    | 13,4   |
| 16,1   | 0-14 ans     | 14,3   |

## Économie

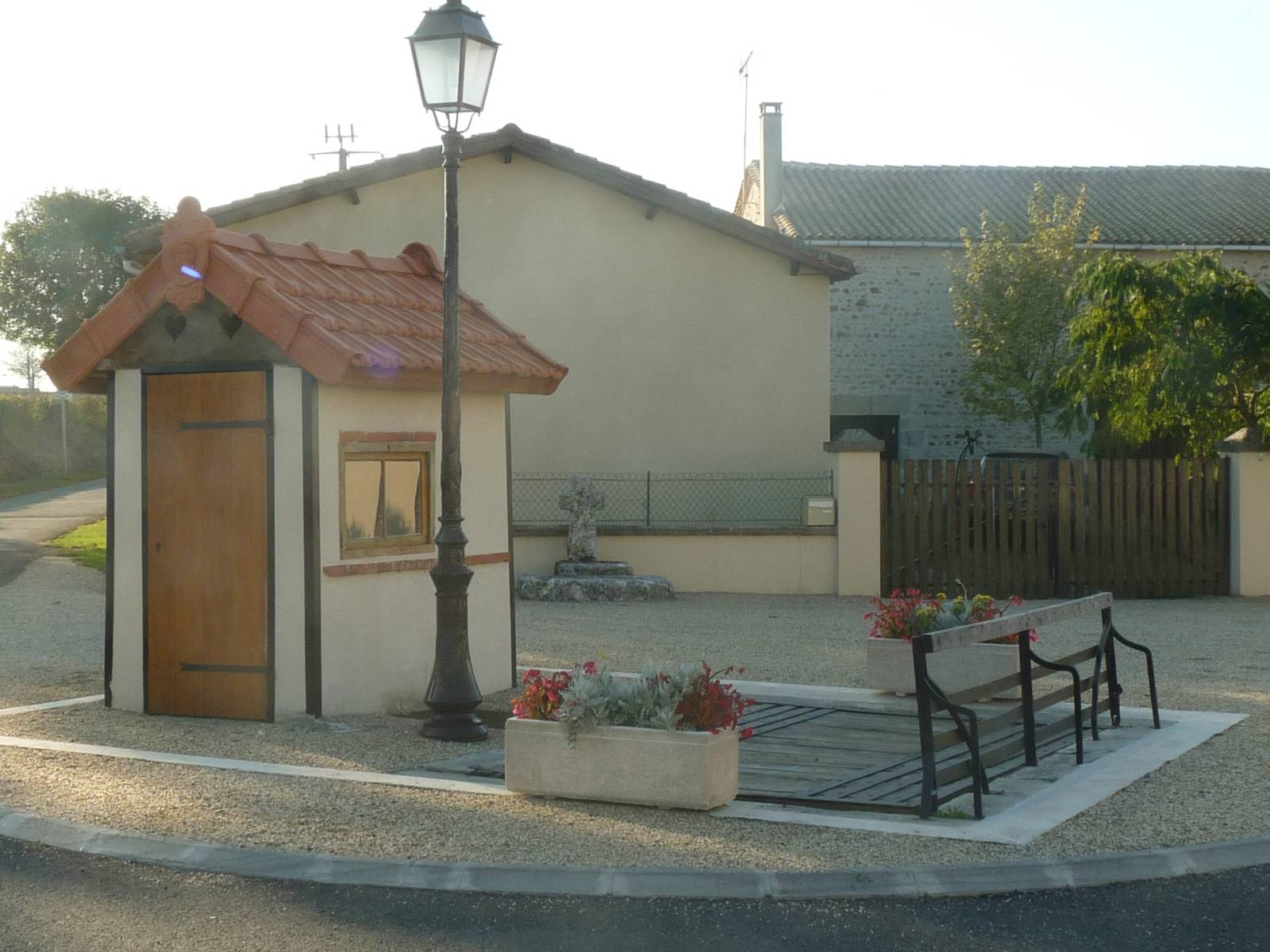
Poids public.

## Lieux et monuments

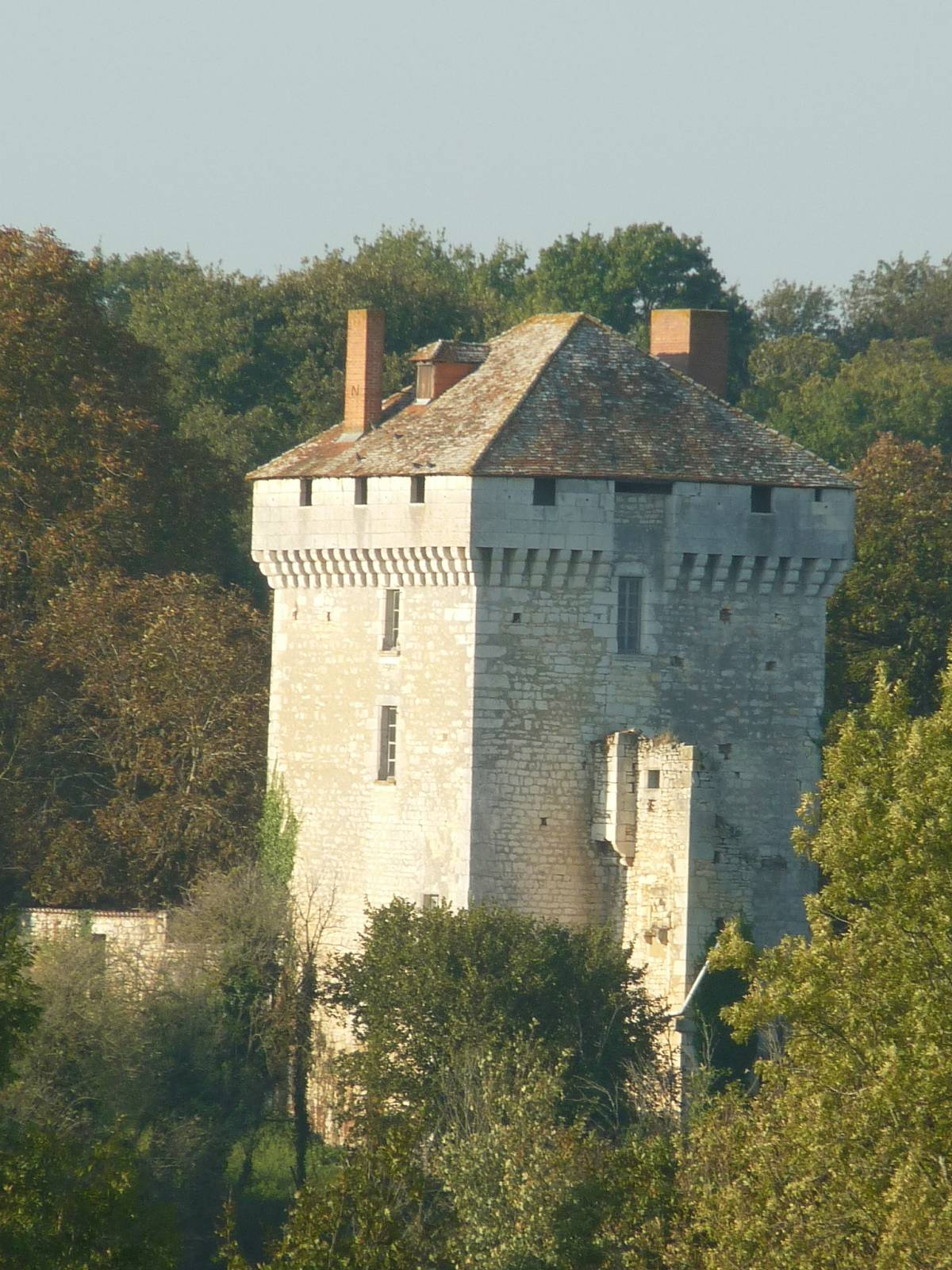
Le château.

- Le château des Pins est une tour carrée à trois étages couronné d'une galerie défensive qui date de la fin du XVe siècle et qui est inscrit monument historique depuis 1958[35].

- L'église paroissiale Saint-Pierre date du XIIe siècle, mais a été remaniée aux XVIIe et XIXe siècles.

L'église Saint-Pierre
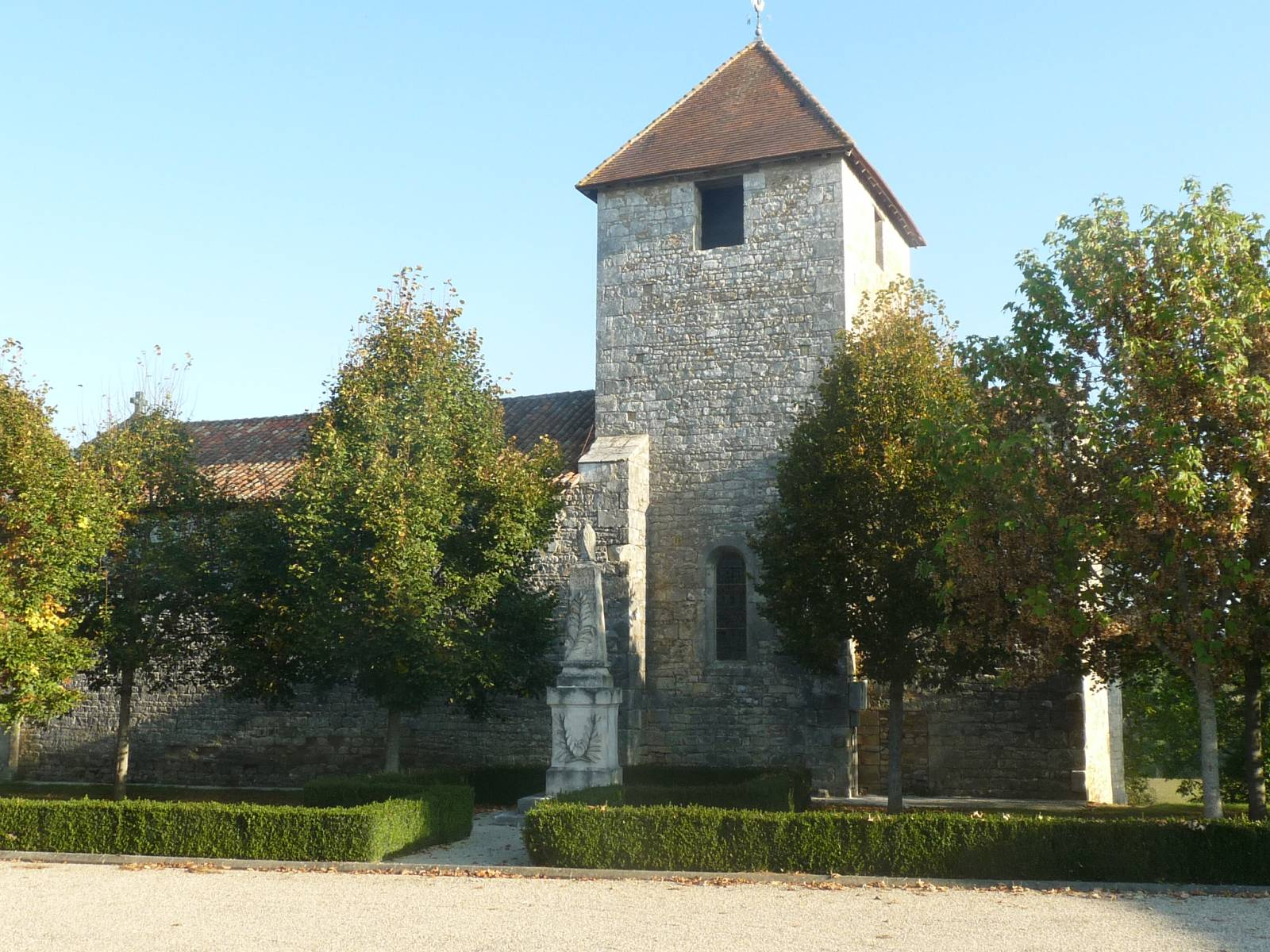
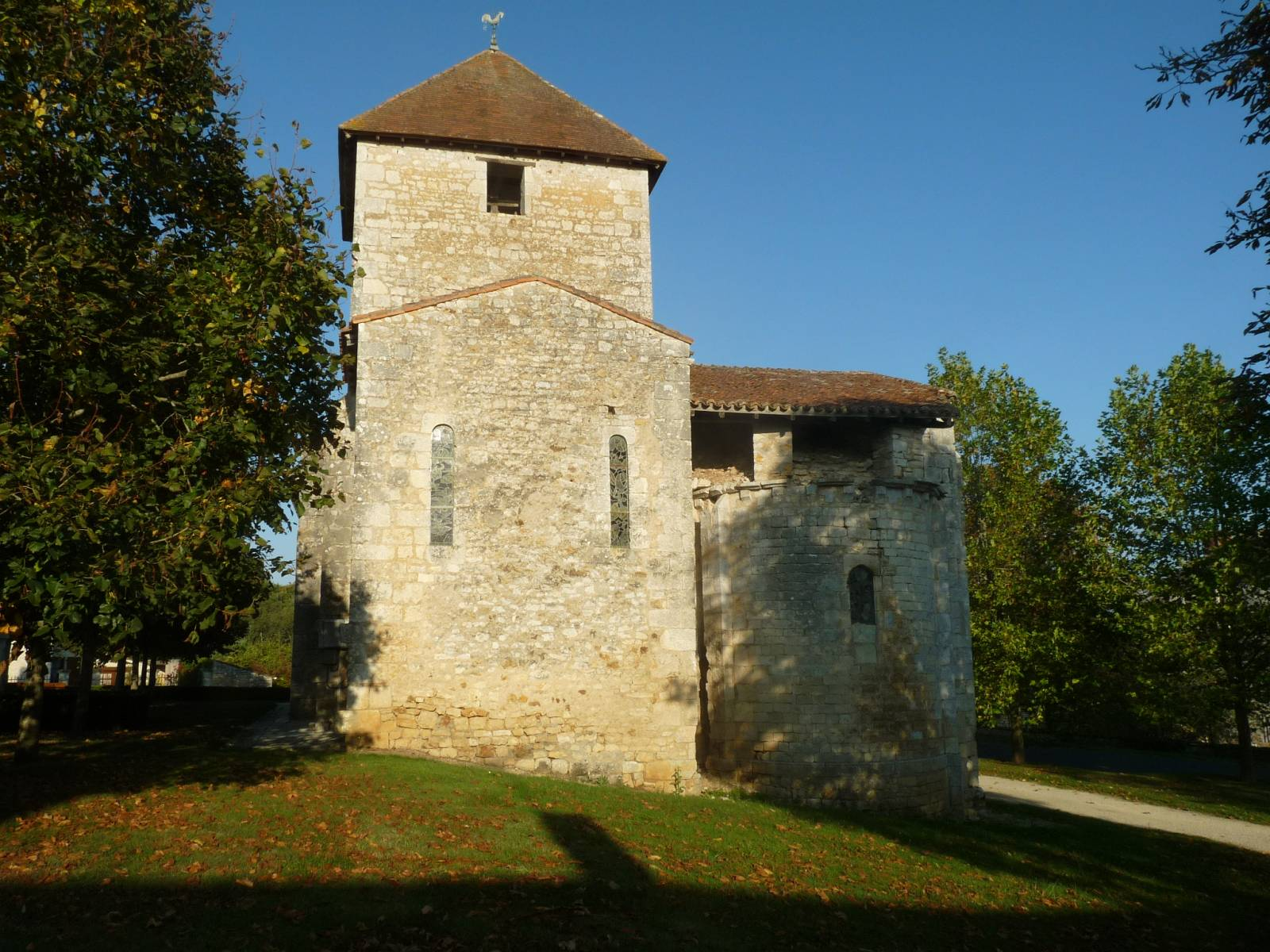
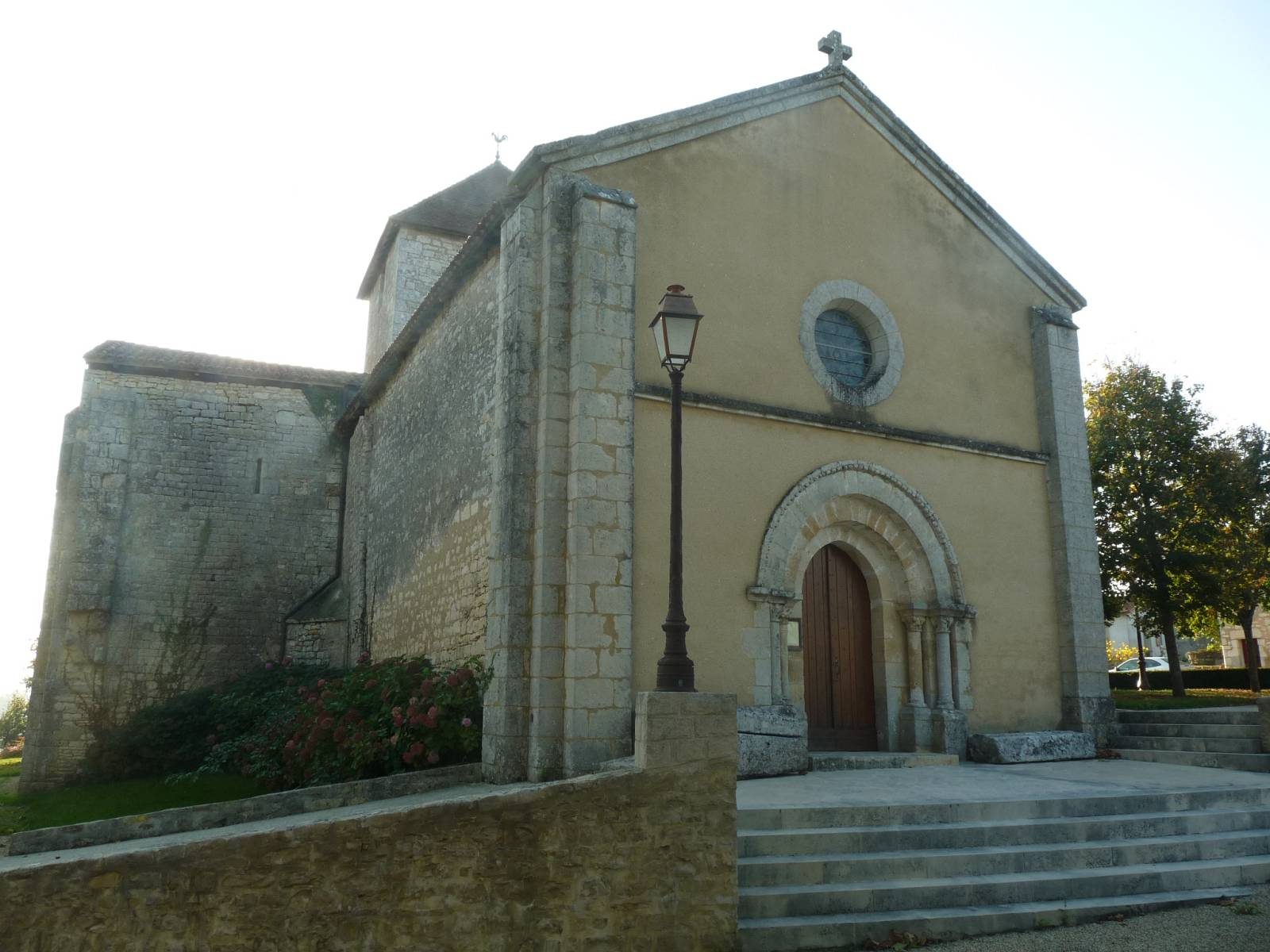

- Source abondante : fontaine Sainte-Agathe, à la Vaure (objet d'un pèlerinage pour demander la pluie)[27],[Note 3].
- La grotte des Renardières, abri préhistorique[36].